# Элман, Бенджамин
Бенджамин Элман (англ. Benjamin (Ben) A. Elman; род. 1946[…]) — американский историк, синолог. Доктор философии (1980), именной профессор (Gordon Wu ’58 Professor) китаеведения Принстона (эмерит). Лауреат Mellon Foundation Distinguished Achievement Award (2011).
Окончил Гамильтонский колледж (бакалавр B.A. философии).
Служил в Корпусе мира в Таиланде.
Докторскую степень по востоковедению получил в Пенсильванском университете, изучал историю Китая. На основе диссертации выпустил свою первую книгу From Philosophy to Philology: Social and Intellectual Aspects of Change in Late Imperial China. В 2002 году перешел с кафедры истории Калифорнийского университета в Лос-Анджелесе, где преподавал более 15 лет, в Принстон.
Автор шести монографий (три из которых переведены на китайский язык, две — на корейский и одна на японский), а также двух сборников статей; работ From Philosophy To Philology (1984, 1990, 2001); Classicism, Politics, and Kinship (1990); A Cultural History of Civil Examinations in Late Imperial China (2000) {Рец.}, On Their Own Terms: Science in China, 1550—1900 (Cambridge, Mass.: Harvard University Press, 2005); A Cultural History of Modern Science in China (2006), Civil Examinations and Meritocracy in Late Imperial China (2013). Редактор семи книг, в частности What China and India Once Were (Penguin Random House India, 2018) . Автор Британники.